# Mikaela Matthews
Mikaela Matthews (ur. 24 grudnia 1991 w Apple Valley) – amerykańska narciarka dowolna, specjalizująca się w jeździe po muldach. W 2013 roku wystąpiła w mistrzostwach świata w Voss, gdzie zajęła 11. miejsce w muldach podwójnych i 14. miejsce w jeździe po muldach. Najlepsze wyniki w Pucharze Świata, osiągnęła w sezonie 2015/2016, kiedy to zajęła 29. miejsce w klasyfikacji generalnej, a w klasyfikacji jazdy po muldach była szósta. Nie startowała na igrzyskach olimpijskich.

## Osiągnięcia

### Mistrzostwa świata
| Miejsce | Dzień   | Rok  | Miejscowość | Konkurencja      | Zwycięzca             |
| ------- | ------- | ---- | ----------- | ---------------- | --------------------- |
| 14.     | 6 marca | 2013 | Voss        | Jazda po muldach | Hannah Kearney        |
| 11.     | 8 marca | 2013 | Voss        | Muldy podwójne   | Chloé Dufour-Lapointe |

### Puchar Świata

#### Miejsca w klasyfikacji generalnej
- sezon 2011/2012: 80.
- sezon 2012/2013: 35.
- sezon 2013/2014: 186.
- sezon 2014/2015: 69.
- sezon 2015/2016: 29.
- sezon 2016/2017:

#### Miejsca na podium w zawodach
1. Inawashiro – 24 lutego 2013 (muldy podwójne) – 2. miejsce
2. Ruka – 12 grudnia 2015 (muldy podwójne) – 1. miejsce